# ويكا النجمة الزرقاء
ويكا النجمة الزرقاء هو تقليد داخل ديانة الويكا الوثنية الحديثة. تم تأسيسه في الولايات المتحدة في السبعينات وانتشر منها إلى كندا، بريطانيا وإيرلندا. 

النجمة السباعية الزرقاء - رمز هذا التقليد

وتقليد النجمة الزرقاء هو تقليد منظّم أي أن الدخول إليه يجب أن يتم عبر كاهن أو كاهنة في التقليد حتى ولو كان ذلك عن مسافة عبر الإنترنت. وهنالك خمس درجات دينية للفرد في هذا التقليد.
تركّز ويكا النجمة الزرقاء على انخراط أعضائها في الخدمة المجتمعية، على استعمال الموسيقى في الطقوس الدينية، إقامة الولائم الطقوسية، استعمال النجمة السباعية الزرقاء كرمز له وإقامة وشم للأعضاء الجدد. 
وتُعتبر معتقدات هذا التقليد مرنة بشكل يسمح لذوي المعتقدات المختلفة أن يكونوا في صفوفه مثل المؤمنين في تعدّد الآلهة، المؤمنين في وحدة الوجود أو بالتوحيد.